# Ivan Ilín
Ivan Aleksàndrovitx Ilín (rus: Ива́н Алекса́ндрович Ильи́н; 28 de març del 1883 - 21 de desembre de 1954) fou un religiós, polític i filòsof rus emigrat blanc publicista i un ideòleg de la Unió Militar Russa.

## Joventut
Ivan Ilín va néixer a Moscou en una família aristocràtica descendent dels ruríkides. El seu pare, Aleksandr Ivànovitx Ilín, havia nascut i passat la seva infància al Gran Palau del Kremlin, ja que l'avi d'Ilín havia servit com a comandant del Palau. El padrí d'Aleksandr Ilín havia estat l'emperador Alexandre III de Rússia. Ivan Ilín va ser criat també en el centre de Moscou no lluny del Kremlin a la Via Narixkin. El 1901 va ingressar a la Facultat de Dret de la Universitat Estatal de Moscou. Ilín en general va desaprovar la Revolució Russa de 1905 i no va participar activament en les revoltes estudiantils. Mentre era estudiant, Ilín es va interessar en la filosofia sota la influència del professor Pàvel Ivànovitx Novgorodtsev (1866-1924), que era un filòsof cristià de la jurisprudència i un liberal polític. El 1906 Ilín es va graduar amb una llicenciatura en dret, i a partir de 1909 va començar a treballar-hi com a becari.

## Abans de la revolució
El 1911, Ilín es va traslladar durant un any a Europa occidental per treballar en la seva tesi: "La crisi de la filosofia racionalista a Alemanya al segle XIX". A continuació, va tornar a treballar a la universitat i va impartir una sèrie de cconferències titulades "Introducció a la Filosofia del Dret". Novgorodtsev va oferir a Ilín donar classes magistrals sobre la teoria general de la llei al'Institut de Comerç de Moscou. En total, va ser professor en diverses escoles durant 17 hores a la setmana.
En aquest moment, Ilín va estudiar la filosofia de Hegel, és a dir, la filosofia de la llei estatal i de Hegel. Considerava aquest treball no només com un estudi de Hegel, sinó també com a preparació per al seu propi treball en la teoria de la llei. La seva tesi sobre Hegel es va acabar el 1916 i es va publicar el 1918.
El 1914, després de la ruptura de la Primera Guerra Mundial, el professor príncep Ievgueni Trubetskoi va organitzar una sèrie de conferències públiques dedicades a la "ideologia de la guerra". Ilín hi va contribuir amb diverses conferències, la primera de les quals es deia "el sentit espiritual de la Guerra". Era un opositor absolut de qualsevol guerra en general, però creia que, atès que Rússia ja havia participat en la guerra, el deure de tots els russos era donar suport al seu país. La posició d'Ilín va ser diferent de la de molts juristes russos, que es mostraven a disgust amb Alemanya i la Rússia tsarista a parts iguals.

## Revolució i exili
Al principi Ilín percebé la Revolució de Febrer de 1917 com l'alliberament de les persones. Juntament amb molts altres intel·lectuals que generalment l'aprovaren. No obstant això, amb la Revolució d'Octubre completa, la decepció vingué a continuació. En la Segona Conferència de Moscou de personalitats, va dir, "La revolució es va convertir en saqueig en benefici propi de l'Estat". Més tard, va avaluar la revolució com la més terrible catàstrofe en la història de Rússia, el col·lapse de tot l'estat. No obstant això, a diferència de molts partidaris de l'antic règim, Ilín no emigrar immediatament. El 1918 Ilín va ser professor de dret a la Universitat de Moscou; allà es va publicar la seva tesi acadèmica sobre Hegel.
Després d'abril de 1918, Ilín va ser empresonat diverses vegades per presumptes activitats anticomunistes. Novgoródtsev, el seu mestre, també va ser empresonat breument. El 1922 va ser expulsat, junt amb uns 160 intel·lectuals prominents, en els anomenats "vaixells dels filòsofs".

## Emigració
Entre 1923 i 1934 Ilín va ser professor de l'Institut de Ciència de Rússia a Berlín. Se li va oferir la càtedra a la facultat de dret rus a Praga sota el seu mestre P. Novgoródtsev, però ell es va negar. Es va convertir en el principal ideòleg del moviment blanc rus a l'emigració i entre 1927 i 1930 va ser editor i director de la revista en rus Kólokol  ("La campana"). Va donar conferències a Alemanya i altres països europeus.
El 1934, els nazis alemanys tenien Ilín en el seu punt de mira i el van posar sota vigilància policial. El 1938 amb l'ajuda financera de Serguei Rakhmàninov va ser capaç de sortir d'Alemanya i continuar el seu treball a Ginebra, Suïssa. Va morir a Zollikon prop de Zúric el 21 de desembre de 1953. El president rus Vladímir Putin va estar involucrat personalment en la tornada de les seves restes a Rússia, i el 2009 consagrà la seva tomba.

## Doctrina

### Obres d'Ilín sobre Rússia
Ivan Ilín era un monàrquic conservador rus en la tradició eslavòfila. Començant el 1918 amb la seva tesi sobre la filosofia de Hegel, va ser autor de molts llibres sobre temes polítics, socials i espirituals relacionats amb la missió històrica de Rússia. Un dels problemes sobre els que va treballar va ser la qüestió següent: què és el que finalment ha portat a Rússia a la tragèdia de la revolució? Ell va respondre que la raó era "el feble, danyat autorespecte" dels russos. Com a resultat, va sorgir la desconfiança mútua i la sospita entre l'Estat i el poble. Les autoritats i la noblesa mal utilitzaren constantment el seu poder, subvertint la unitat del poble. Ilín va pensar que cap estat ha de ser establert com una societat anònima en la qual un ciutadà és un membre amb certs drets i certes obligacions. Per tant, Ilín va reconèixer la desigualtat de les persones com un estat necessari dels assumptes en qualsevol país. Però això significava que les classes altes educades tenien el deure especial d'orientació espiritual cap a les classes baixes sense educació. Això no va succeir a Rússia.
L'altre punt és l'actitud equivocada cap a la propietat privada entre la gent comuna a Rússia. Ilín va escriure que molts russos creien que la propietat privada i les grans propietats s'aconsegueixen no a través del treball dur, sinó a través del poder i la mala administració dels funcionaris. Per tant, la propietat s'associa amb el comportament deshonest.

### El concepte de consciència de la llei
Els dos factors esmentats anteriorment van portar a l'igualitarisme i a la revolució. La forma alternativa de Rússia segons Ilín va ser desenvolupada a causa de la consciència de la llei ("правосознание" pravossóznanie) d'un individu sobre la base de la moralitat i religiositat. Ilín va desenvolupar el seu concepte de la consciència de la llei durant més de 20 anys fins a la seva mort. Ell ho va entendre com una comprensió adequada de la llei per una individu i la consegüent obediència de la llei. Durant la seva vidal es va negar a publicar la seva obra més important Sobre l'essència de la consciència de la llei ("О сущности правосознания" O susxnosti pravossóznania) i continuà reescrivint-la. Considerava la consciència de la llei com a essencial per a l'existència mateixa de la llei. Sense l'adequada comprensió de la llei i la justícia, la llei no podria existir.

### Actitud cap a la monarquia
Una altra obra important d'Ilín, "Sobre la Monarquia", no la va acabar. Planejava escriure un llibre relatiu a l'essència de la monarquia en el món modern i les seves diferències amb la república que consistia en dotze capítols, però va morir després d'haver escrit la introducció i set capítols. Ilín va argumentar que la principal diferència rau no en assumptes legals, snó en la consciència de la llei de la gent comuna. Segons Ilin, les principals distincions serien les següents:
- A la monarquia, la consciència de la llei tendeix a unir les persones dins de l'estat, però en una república, la consciència de la llei tendeix a passar per alt el paper de l'Estat per a la societat;
- La consciència monàrquica de la llei tendeix a percebre l'Estat com una família i el monarca com un Pater Familias, però la consciència republicana de llei nega aquesta noció. Des de la consciència republicana de llei lloa la llibertat individual en l'estat republicà, la gent no reconeix a la gent de l'estat com una família;
- La consciència monàrquica de la llei és molt conservadora i amb tendència a mantenir les tradicions, mentre que la consciència republicana de la llei està sempre disposada a un canvi ràpid.

Ilín era monàrquic. Creia que la consciència monàrquica de la llei correspon a valors com ara la pietat religiosa i la família. El seu ideal era el monarca que serviria al bé del país, sense pertànyer a cap partit i que encarnaria la unió de totes les persones fossin quines fossin les seves creences.
No obstant això, era crític sobre la monarquia a Rússia. Creia que Nicolau II era en gran manera el responsable de la caiguda de l'Imperi Rus el 1917. La seva abdicació i la posterior abdicació del seu germà Mikhaïl Aleksàndrovitx van ser un error crucial que va portar a l'abolició de la monarquia i els problemes consegüents.
També va ser crític de moltes figures de l'emigració com ara el Gran Príncep Ciril de Rússia, qui s'havia autoproclamat el nou tsar a l'exili.

### Actitud cap al feixisme
Una sèrie d'obres d'Ilín (Incloent les escrites després de la derrota d'Alemanya el 1945) van tractar el tema del feixisme. No obstant això, Ilín es va oposar fermament al nazisme en els seus escrits, especialment al seu caràcter xenòfob.

### Antisemitisme
Per bé que Ilín estava emparentat per casament amb diverses i notables famílies jueves, fou acusat d'antisemitisme per Roman Gul, un altre escriptor emigrat. Segons una carta de Gul a Ilín el primer expressava un extrem ressentiment sobre les sospites d'Ilín que tots els que no estaven d'acord amb ell eren jueus.
En el seu article "Sobre l'important" ("О главном" O glavnom) de "Les nostres tasques" ("Наши задачи" Naixi zadatxi) Ilín escriu: "La gran i poderosa Rússia no podria bastir-se damunt l'odi de les classes socials (socialdemòcrates, comunistes, anarquistes) ni damunt l'odi racial (racistes, antisemites), ni damunt l'odi polític." (Text original: "Великую и сильную Россию
невозможно построить на ненависти, ни на классовой (социал-демократы, коммунисты, анархисты), ни на расовой (расисты, антисемиты), ни на политическо-партийной.")

### Democràcia i totalitarisme a Rússia
En el seu article de 1949, Ilín va argumentar en contra tant del totalitarisme com de la democràcia "formal" a favor d'una "tercera via" per construir un Estat a Rússia,
| « | Davant d'aquesta tasca creativa, les apel·lacions dels partits estrangers a la democràcia formal segueixen sent ingènues, frívoles i insensibles. Перед лицом такой творческой задачи -- призывы зарубежных партий к формальной демократии остаются наивными, легкомысленными и безответственными | » |

## Influència
Els punts de vista d'Ilín han influenciat altres autors russos del segle xx, com ara Aleksandr Soljenitsin, així com molts nacionalistes russos. Des del 2005, s'han publicat de nou 23 volums de les obres completes d'Ilín a Rússia.
El cineasta rus Nikita Mikhalkov, en particular, va tenir un paper decisiu en la propagació de les idees d'Ilín en la Rússia postsoviètica. Va ser autor de diversos articles sobre Ilín i va tenir la idea de traslladar les seves restes des de Suïssa al Monestir Donskoi de Moscou, on el filòsof havia somiat trobar el seu últim retir. La cerimònia de l'enterrament es va celebrar l'octubre de 2005.
Després de la mort de l'esposa d'Ilín el 1963, l'estudiós d'Ilín Nikolai Poltoratzki, que tenia manuscrits i documents d'Ilín, els portà de Zurich a la Universitat Estatal de Michigan, on era professor de rus. Al maig de 2006, la universitat transferí els papers d'Ilín al Fons de cultura russa, adscrit al Ministeri de Cultura de Rússia.

## Obres majors
- La resistència al mal amb la força (О сопротивлениии злу силою, 1925).
- El Camí del despertar espiritual (1935).
- Fonaments de la lluita per la Rússia Nacional (1938).
- La base de la cultura cristiana (Основы христианской культуры, 1938).
- Sobre el futur de Rússia (1948).
- De l'essència de la consciència de la llei (О сущности правосознания, 1956).
- El camí a l'interior (Путь к очевидности, 1957).
- Axiomes de l'experiència religiosa (Аксиомы религиозного опыта, 2 volums, 1953).
- Sobre Monarquia i República (О монархии и республики, 1978).